# NGC 5475
NGC 5475 est une galaxie spirale vue par la tranche et située dans la constellation de la Grande Ourse. Sa vitesse par rapport au fond diffus cosmologique est de 1 761 ± 8 km/s, ce qui correspond à une distance de Hubble de 26,0 ± 1,8 Mpc (∼84,8 millions d'al). NGC 5475 a été découverte par l'astronome germano-britannique William Herschel en 1789.

## Groupe de NGC 5485
Selon A. M. Garcia, NGC 5475 fait partie du groupe de NGC 5485. Ce groupe de galaxies compte au moins huit membres. Les sept autres galaxies sont NGC 5422, NGC 5443, NGC 5473, NGC 5485, NGC 5486, MCG  9-23-39 et UGC 9071.
Abraham Mahtessian mentionne également ce groupe, mais les galaxies NGC 5486, MCG 9-23-39 et UGC 9071 n'en font pas partie.